# Dlakavi mamut
Dlakavi mamut (znanstveno ime Mammuthus primigenius) je izumrla vrsta rodu mamut. Najstarejši najdeni ostanki dlakavega mamuta so stari 150.000 let. Dlakavi mamut je bil dolgo časa zelo razširjen in uspešen, po koncu ledene dobe pa je zaradi lova in podnebnih sprememb podlegel. Dlakavi mamut je bil razširjen po skoraj vsej severni polobli.
Prednik dlakavega mamuta je stepski mamut (Mammuthus trogontherii).

## Prilagoditve
Poznamo dve skupini dlakavega mamuta, ki sta morda bili različni podvrsti. Ena od teh skupin se je zadrževala v arktiki, druga pa se je selila po širšem območju.
Najbolj znana prilagoditev na mraz, ki jo je imel dlakavi mamut, je dolga dlaka, ki zraste do enega metra v dolžino, pod to dlako je imel plast mehke volne. Mamut je imel za razliko od sodobnega afriškega slona zelo majhna ušesa, ki so preprečevala izgubo toplote in plast tolšče, ki je pri sodobnih slonih veliko manjša.